# Союз-Р
Союз-Р (индекс 11Ф71) — советский разведывательный пилотируемый космический корабль. Проект разрабатывался в 1962—1965 годах в ОКБ-1, а позже в КФЦКБЭМ (сегодня «ЦСКБ-Прогресс») в рамках программы по созданию военных модификаций комплекса «Союз».

## История проекта

### Предпосылки к созданию военных КК
История создания пилотируемого космического корабля «Звезда» берёт начало 24 декабря 1962 года, когда главный конструктор ОКБ-1Сергей Павлович Королёв подписал эскизный проект космического комплекса «Союз», который и послужил, впоследствии, основой для будущего проекта военно-исследовательского корабля «7К-ВИ».
Программа «Союз» стала продолжением закрытого проекта «Север», в рамках которой разрабатывался пилотируемый космический корабль «7K». На корабле «Север» планировалось отработать системы маневрирования, сближения, стыковки, а также систему аэродинамического спуска космического аппарата. Следует заметить что внешний вид корабля «7K» уже тогда был близок к современным «Союзам».
Но к декабрю 1962 года «Союз» подвергся серьёзным изменениям. В Эскизном проекте, подписанном Королёвым, комплекс «Союз» должен был состоять из модифицированного пилотированного космического корабля «7K» проекта «Север», ракетного разгонного блока «9K» и группы кораблей-танкеров «11K». Комплекс должен был выводиться на околоземную орбиту ракетой-носителем 11А511 (типа Р-7). Согласно сценарию миссии первым должен был запускаться разгонный блок «9K», впоследствии к нему по очереди должны были бы пристыковаться 3-4 танкера «11K», которые бы заправили разгонный блок 22 тоннами топлива. Последним стартовал бы пилотируемый корабль «7K» с космонавтами на борту. После стыковки «7K» c танкерами «9K» последовало бы отделение блока орбитального маневрирования и запуск двигателей блока «9K». В таком состоянии связка 7К-9К должна была бы отправиться в миссию по облёту Луны.
Обеспечить данный, довольно сложный на тот момент, проект необходимым финансированием, предоставляя только перспективы облета Луны, в те годы было довольно сложно.
Королёв предложил задействовать бюджет Министерства обороны путём создания на базе корабля «7K» двух военных модификаций: орбитального корабля-перехватчика «Союз-П» и корабля космической разведки «Союз-Р». Данная идея была поддержана военным ведомством. Впоследствии Сергей Павлович Королёв занялся разработкой основного корабля комплекса «Союз», а разработку военных модификация «Союза» было решено передать в филиал № 3 ОКБ-1 Куйбышевского завода «Прогресс» под руководство ведущего конструктора Дмитрия Ильича Козлова.
Следует также заметить, что Филиал № 3 с 1961 года уже готовил техническую документацию для серийного выпуска спутников-фоторазведчиков 11Ф61 «Зенит-2» в рамках темы «Восток».
В стенах ОКБ-1, на базе «7K», в 1965 году был создан 11Ф615 «7К-ОК» — многоцелевой трёхместный орбитальный корабль с солнечными батареями, предназначенный для отработки операций маневрирования и стыковки на околоземной орбите. Впоследствии в рамках данного проекта было изготовлено и запущено 8 беспилотных и 8 пилотированных орбитальных кораблей. После проведения успешных орбитальных испытаний, предполагалось использовать корабли «7К-ОК» в рамках советской лунной программы, однако эти полёты были отменены, а уже созданные корабли были разобраны.

### Первые проекты военных «Союзов»
КБ Козлова начинает активно работать по военным проекта комплекса «Союз» в 1963 году.
В рамках проекта «Союз-Р» в 1963 году было предложено создать небольшую орбитальную станцию 11Ф71 с аппаратурой для фото и радиоразведки. Базой для этой станции должен был послужить приборно-агрегатный отсек корабля «7К», а вместо спускаемого аппарата (СА) и бытового отсека, в 11Ф71 было предложено разместить отсек целевой аппаратуры.
В будущем по такому же принципу в ЦКБЭМ проектировались модули Многоцелевого орбитального комплекса «19K», из которых лишь автономный модуль 19KA30 «Гамма» дошёл до стадии лётно-конструкторских испытаний.
«Союз-Р» получил одобрение Министерства обороны и был даже включён в пятилетний план космической разведки (1964—1969). Приказ об этом был подписан министром обороны маршалом Р. Я. Малиновским 18 июня 1964 года. Кроме «Союза-Р», в плане фигурировали автоматические спутники «Зенит», «Море-1» (серии УС), орбитальный самолёт «Спираль» и другие.
В 1964 году на базе модифицированного корабля «7К-ОК» было предложено создать пилотируемый орбитальный инспектор «Союз-П» и боевую модификацию «Союз-ППК» с 8 мини-ракетами на борту.
В 1964—1965 годах в Филиале № 3 также ведутся работы по созданию новой ракеты-носителя 11А514.
Работы над кораблем-перехватчиком «7К-ППК» и ракетой 11А514 для него в 1965 году были прекращены в связи с выходом на орбиту прототипов будущих автоматических спутников-перехватчиков Полет-1 и Полет-2 разработки ОКБ-52 под руководством В. Н. Челомея
Для доставки на станцию 11Ф71 двух космонавтов в КБ Козлова разрабатывался транспортный корабль обслуживания 11Ф72 «7К-ТК». Это был корабль «7К», снабжённый системой сближения, стыковки и перехода на станцию через внутренний люк без использования скафандров. В ОКБ-1 работы над такой модификацией «Союза» начались лишь пять лет спустя — в 1968 году. В качестве носителя для транспортного корабля «7К-ТК» была предложена ракета 11А511, создаваемая для комплекса «Союз».

### Закрытие проекта КК «Союз-Р»
На расширенном научно-техническом совете Филиала № 3 с участием смежных организаций, Академии наук СССР, воинских частей и Министерства общего машиностроения была проведена защита аван-проекта по комплексу «Союз-Р» — орбитальной станции 11Ф71 и транспортному кораблю обслуживания 11Ф72. Началась разработка эскизного проекта «Союза-Р».
Дмитрий Козлов наладил отношения с Центром подготовки космонавтов, где проходили подготовку к полёту будущие пилоты «Союза-Р».
Однако реализовать проект «Союз-Р» Дмитрию Ильичу Козлову не удалось. В 1964 году был проведен конкурс по выбору космического проекта. В результате был выбран представленный ранее проект ОКБ-52 по созданию пилотируемой станции «Алмаз». «Алмаз» унаследовал индекс 11Ф71 от орбитального блока «Союза-Р». Все наработки куйбышевского филиала по разведывательной орбитальной станции были переданы в Реутов.

### Наследие проекта КК «Союз-Р»
Проектами военных модификаций корабля «Союз» в будущем стали корабли: «Союз-П» (7К-П) (11Ф71), «Союз-ППК» (11Ф71) и «Звезда» (11Ф73), в том числе «Союз 7К-ОБ-ВИ» (11Ф731), «Союз-ВИ/ОИС».

## Статьи
- Лантратов К. «Звезда» Дмитрия Козлова (недоступная ссылка — история) // Новости космонавтики. — ФГУП ЦНИИмаш, 1997. — Т. 7, № 3/144.
- Лантратов К. «Звезда» Дмитрия Козлова (Продолжение) (недоступная ссылка — история) // Новости космонавтики. — ФГУП ЦНИИмаш, 1997. — Т. 7, № 4/145.
- Лантратов К. «Звезда» Дмитрия Козлова (Продолжение) (недоступная ссылка — история) // Новости космонавтики. — ФГУП ЦНИИмаш, 1997. — Т. 7, № 5/146.
- Лантратов К. «Звезда» Дмитрия Козлова (Окончание) // Новости космонавтики. — ФГУП ЦНИИмаш, 1997. — Т. 7, № 6/147. Архивировано 19 февраля 2014 года.
- C. Александров. Рабочая лошадь-2 // Техника — молодёжи. — 2004. — № 6/20. — С. 16—17. — ISSN 0320-331X.